# بنيامين فيرمولين
بنيامين فيرمولين (بالإنجليزية: Benjamin Vermeulen)‏ مواليد 15 يوليو 1957 في بلجيكا، هو دراج بلجيكي سابق.

## روابط خارجية
- بنيامين فيرمولين على موقع أرشيف الدراجات (الإنجليزية)
- بنيامين فيرمولين على موقع إحصائيات الدراجات الإحترافية (الإنجليزية)